# X-raid
X-raid es un equipo alemán de automovilismo que participa en competiciones de rally raid tales como el Rally Dakar, la Copa Mundial de Rally Cross-Country de la FIA o la Copa Mundial de Bajas Cross-Country de la FIA. Compiten con coches MINI, el MINI John Cooper Works Rally y el MINI John Cooper Works Buggy.
El equipo es propiedad de Sven Quandt, cuya familia es accionista mayoritaria de BMW, por lo que X-raid es el equipo oficial de dicha marca en rallies raid.

## Trayectoria

### Primeras victorias en el Rally Dakar
En 2012 hicieron doblete en el Dakar (victoria para Peterhansel y subcampeonato para Roma). Otros tres pilotos acabaron entre los diez primeros.
En el Dakar de 2013 se impusieron con Stéphane Peterhansel. Además, Leonid Novitskiy fue tercero. Otros dos pilotos acabaron en el top-5 (Roma, 4º, y Terranova, 5º).
En la temporada 2013 del Mundial de Rally Raid FIA consiguieron el campeonato de pilotos con el polaco Krzysztof Hołowczyc, además del título de equipos. Hołowczyc ganó un rally, mientras que otro piloto del equipo, Nani Roma, ganó los tres que disputó, que le hicieron ser tercero. Tuvieron especial éxito en la Baja Aragón, en la que los tres pilotos acabaron en el top-10.

### 2014-2016
El Dakar 2014 fue, si no el que más, uno de los más dominadores por parte de un solo equipo en la categoría de coches. En efecto, el equipo copó las posiciones de podium y colocó a cuatro pilotos en el top-5 y siete de ellos en el top-10. La victoria fue para el español Nani Roma, seguido de Nasser Al-Attiyah y de Stéphane Peterhansel.
En 2014 consiguieron el título FIA con Vasilyev y el subcampeonato con Al-Attiyah.
Consiguieron ganar el Dakar 2015 de la mano de Al-Attiyah. También tuvieron a Krzysztof Hołowczyc en el podium (3º) y otros tres pilotos entre los diez primeros (van Loon 4º, Vasilyev 5º y Rakhimbayev 9º).
En 2015 son cuartos en el título de equipos del Mundial de Rallies Raid de la FIA, ganando el título de pilotos con Nasser Al-Attiyah. Además, fueron arte importante en la consecución del subcampeonato por parte de Vasilyev, ya que éste disputó las cuatro primeras rondas del año con X-raid, para luego correr con Overdrive Racing.
En el Dakar 2016 consiguieron como mejor resultado un segundo puesto con Nasser Al-Attiyah. Además, otros tres coches acabaron en el top-10.
La temporada comenzó con la despedida de su principal espadón, Nasser Al-Attiyah. En el mundial de la FIA consiguieron el subcampeonato con Vasilyev y el tercer puesto con Al-Rahji. Ganaron dos bajas: una con Hirvonen y otra con Porém. También fueron subcampeones en el título de equipos.

### 2017-
En el Rally Dakar 2017 tuvieron tres coches entre los diez primeros (Terranova fue sexto con el nuevo MINI JCW Rally, Przygoński fue séptimo y Abu Issa fue décimo) y cuatro quedaron fuera del mismo (Hirvonen fue 13º, Schott fue 17º, de Barros fue 18º y Al-Rahji fue 29º).
En el mundial FIA consiguieron un subcampeonato con Przygoński, quien ganó una baja, mientras que otros dos pilotos (Abu Issa e Hirvonen) acabaron en el top-10. También fueron subcampeones en el título de equipos.
En el Dakar 2018 colocaron a cuatro coches en entre los 20 mejores. Jakub Przygoński, el mejor colocado, fue quinto. Por su parte, Boris Garafulic Litvak fue 13º. Más atrás quedaron Mikko Hirvonen (19º, estrenando el MINI JCW Buggy de tracción trasera) y Orlando Terranova (20º). Jakub Przygoński se coronó como campeón del mundo de Rallies Raid de la FIA, quien ganó cuatro rallies y fue segundo en otros cinco. En el Rally Ruta de la Seda, ajeno al calendario del mundial, celebraron el triunfo de Yazeed Al-Rajhi.
Al Rally Dakar de 2019 acudieron con dos secciones: una de JCW Rally y una con los JCW Buggy. En los Rally, Nani Roma fue subcampeón, mientras que Przygoński fue cuarto, Yazeed Al-Rajhi fue séptimo, Boris Garafulic Litvak fue octavo y Orlando Terranova se retiró. En los Buggy, que llevaban muy poco tiempo de desarrollo y no estaban a la altura de los mejores coches, Cyril Despres fue quinto, Carlos Sainz fue 13º con una victoria de etapa y Stéphane Peterhansel se retiró con dos victorias de etapa.
Para la temporada 2019 el equipo perdió a Nani Roma y a Al Rahji en el JCW Rally y a Despres en el JCW Buggy. En 2019 consiguieron un doblete en la Copa Mundial de Bajas, ya que Orlando Terranova se proclamó campeón y Jakub Przygoński finalizó segundo en la general, con cuatro y dos victorias respectivamente. En el mundial de Rally Raid también consiguieron el título de pilotos con Stéphane Peterhansel en el JCW Buggy. Además, lograron el títulos de equipos en los dos campeonatos.

### Victorias en el Dakar 2020 y 2021

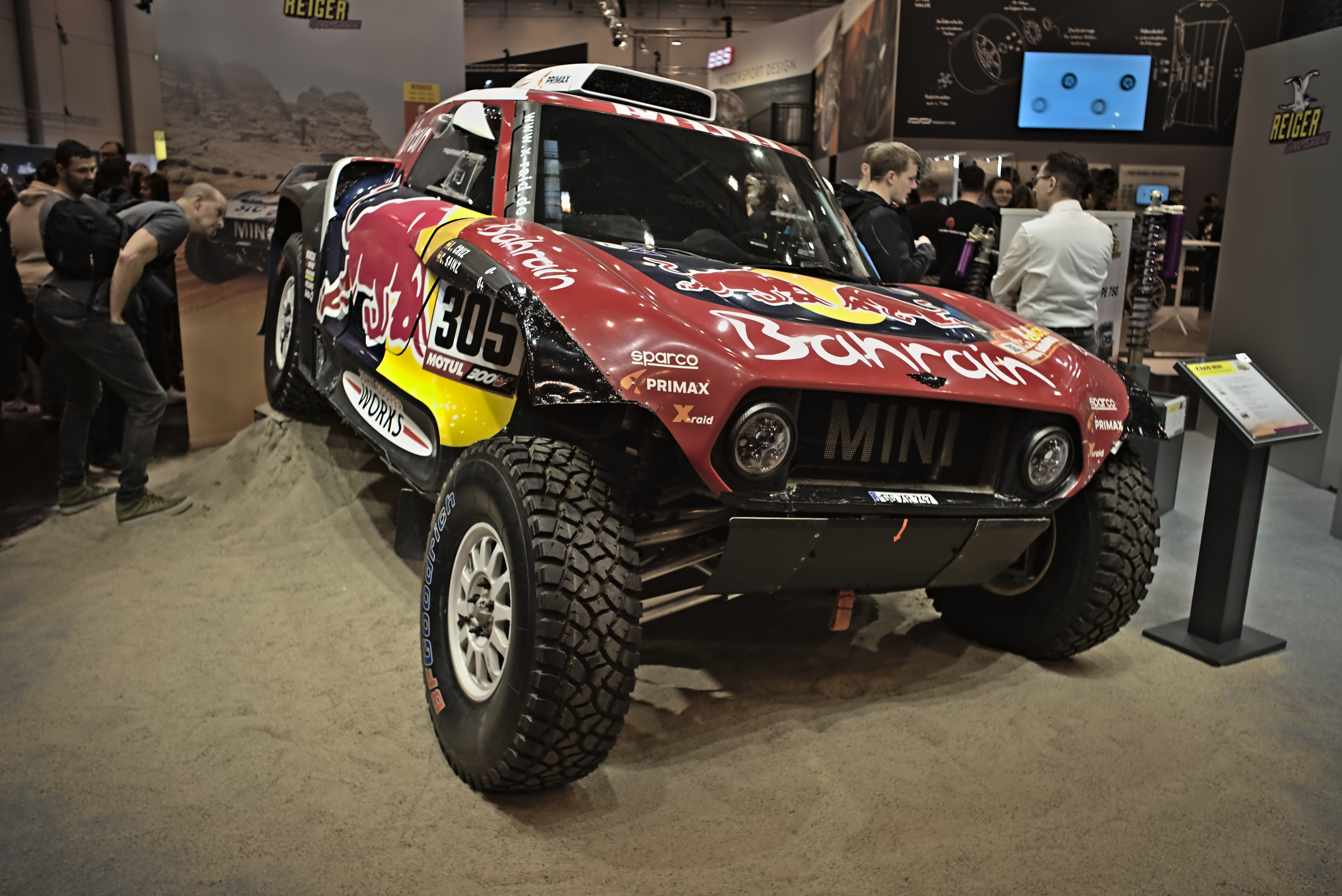
MINI John Cooper Works Buggy, vencedor en 2020 y 2021.

En el Rally Dakar de 2020 volvieron a acudir con sus secciones de JCW Rally y JCW Buggy, estando esta mucho más perfeccionada. Consiguieron ganar el rally junto a Carlos Sainz, quien además ganó cuatro etapas. El otro Buggy, el de Peterhansel, fue tercero con otras cuatro victorias de etapa. En el JCW Rally Terranova fue sexto y Yasir bin Seaidan fue noveno. El equipo X-raid MINI defendió el título al año siguiente, esta vez de la mano de Stéphane Peterhansel. Sainz fue tercero y el ruso Vladimir Vasilyev también finalizó dentro de los 10 mejores con un JCW Rally. Fue la última edición del Dakar con Peterhansel y Sainz en el equipo, ya que marcharon al nuevo proyecto de Audi para 2022.

## Resultados[4]

### Campeonato de equipos de la Copa Mundial de Rally Cross-Country de la FIA
| Año  | Vehículo | Pos. |
| ---- | -------- | ---- |
| 2013 | MINI     | 1    |
| 2015 | MINI     | 2    |
| 2015 | MINI     | 4    |
| 2016 | MINI     | 2    |
| 2017 | MINI     | 2    |
| 2018 | MINI     | 1    |
| 2019 | MINI     | 1    |

### Campeonato de equipos de la Copa Mundial de Bajas Cross-Country de la FIA
| Año  | Vehículo | Pos. |
| ---- | -------- | ---- |
| 2019 | MINI     | 1    |

### Rally Dakar
Nota: solo aparecen los resultados de quienes finalizaron la carrera
| Año  | Vehículo                          | Pilotos                 | Copilotos           | Resultados |
| ---- | --------------------------------- | ----------------------- | ------------------- | ---------- |
| 2012 | MINI ALL4 Racing                  | Stéphane Peterhansel    | Jean-Paul Cottret   | 1          |
| 2012 | MINI ALL4 Racing                  | Nani Roma               | Michel Périn        | 2          |
| 2012 | MINI ALL4 Racing                  | Leonid Novitskiy        | Andreas Schulz      | 4          |
| 2012 | MINI ALL4 Racing                  | Ricardo Leal dos Santos | Paulo Fiúza         | 8          |
| 2012 | MINI ALL4 Racing                  | Krzysztof Hołowczyc     | Jean-Marc Fortin    | 10         |
| 2012 | BMW X3 CC                         | Boris Garafulic         | Gilles Picard       | 12         |
| 2012 | BMW X3 CC                         | Alexander Mironenko     | Sergey Lebedev      | 16         |
| 2012 | BMW X3 CC                         | Stephan Schott          | Holm Schmidt        | 31         |
| 2013 | MINI ALL4 Racing                  | Stéphane Peterhansel    | Jean-Paul Cottret   | 1          |
| 2013 | MINI ALL4 Racing                  | Leonid Novitskiy        | Andreas Schulz      | 3          |
| 2013 | MINI ALL4 Racing                  | Nani Roma               | Michel Périn        | 4          |
| 2013 | MINI ALL4 Racing                  | Boris Garafulic         | Gilles Picard       | 12         |
| 2013 | MINI ALL4 Racing                  | Stephan Schott          | Holm Schmidt        | 48         |
| 2013 | BMW X3                            | Orlando Terranova       | Paulo Fiúza         | 5          |
| 2014 | MINI ALL4 Racing                  | Nani Roma               | Michel Périn        | 1          |
| 2014 | MINI ALL4 Racing                  | Nasser Al-Attiyah       | Matthieu Baumel     | 2          |
| 2014 | MINI ALL4 Racing                  | Stéphane Peterhansel    | Jean-Paul Cottret   | 3          |
| 2014 | MINI ALL4 Racing                  | Orlando Terranova       | Paulo Fiúza         | 4          |
| 2014 | MINI ALL4 Racing                  | Krzysztof Hołowczyc     | Konstantin Zhiltsov | 6          |
| 2014 | MINI ALL4 Racing                  | Martin Kaczmarski       | Filipe Palmeiro     | 9          |
| 2014 | MINI ALL4 Racing                  | Vladimir Vasilyev       | Vitaliy Yevtyekhov  | 10         |
| 2014 | MINI ALL4 Racing                  | Boris Garafulic         | Gilles Picard       | 11         |
| 2014 | MINI ALL4 Racing                  | Federico Villagra       | Jorge Pérez Companc | 12         |
| 2014 | MINI ALL4 Racing                  | Stephan Schott          | Holm Schmidt        | 19         |
| 2014 | MINI ALL4 Racing                  | Zhou Yong               | Hong Yu Pan         | 31         |
| 2015 | MINI ALL4 Racing                  | Nasser Al-Attiyah       | Matthieu Baumel     | 1          |
| 2015 | MINI ALL4 Racing                  | Krzysztof Hołowczyc     | Xavier Panseri      | 3          |
| 2015 | MINI ALL4 Racing                  | Erik van Loon           | Wouter Rosegaar     | 4          |
| 2015 | MINI ALL4 Racing                  | Vladimir Vasilyev       | Konstantin Zhiltsov | 5          |
| 2015 | MINI ALL4 Racing                  | Aidyn Rakhimbayev       | Anton Nikolaev      | 9          |
| 2015 | MINI ALL4 Racing                  | Boris Garafulic         | Filipe Palmeiro     | 12         |
| 2015 | MINI ALL4 Racing                  | Zhou Yong               | Andreas Schulz      | 13         |
| 2015 | MINI ALL4 Racing                  | Orlando Terranova       | Bernardo Graue      | 17         |
| 2015 | MINI ALL4 Racing                  | Stephan Schott          | Holm Schmidt        | 23         |
| 2016 | MINI ALL4 Racing                  | Nasser Al-Attiyah       | Matthieu Baumel     | 2          |
| 2016 | MINI ALL4 Racing                  | Mikko Hirvonen          | Michel Périn        | 4          |
| 2016 | MINI ALL4 Racing                  | Nani Roma               | Álex Haro           | 6          |
| 2016 | MINI ALL4 Racing                  | Harry Hunt              | Andreas Schulz      | 10         |
| 2016 | MINI ALL4 Racing                  | Orlando Terranova       | Bernardo Graue      | 12         |
| 2016 | MINI ALL4 Racing                  | Erik van Loon           | Wouter Rosegaar     | 13         |
| 2016 | MINI ALL4 Racing                  | Jakub Przygoński        | Andrei Rudnitsk     | 15         |
| 2016 | MINI ALL4 Racing                  | Boris Garafulic         | Filipe Palmeiro     | 23         |
| 2016 | MINI ALL4 Racing                  | Nazareno López          | Sergio Lafuente     | 43         |
| 2016 | MINI ALL4 Racing                  | Adam Malysz             | Xavier Panseri      | 52         |
| 2017 | MINI John Cooper Works Rally      | Orlando Terranova       | Bandera de ?        | 6          |
| 2017 | MINI John Cooper Works Rally      | Mikko Hirvonen          | Andreas Schulz      | 13         |
| 2017 | MINI John Cooper Works Rally      | Yazeed Al-Rajhi         | Timo Gottschalk     | 27         |
| 2017 | MINI ALL4 Racing                  | Jakub Przygoński        | Tom Colsoul         | 7          |
| 2017 | MINI ALL4 Racing                  | Mohammed Abu Issa       | Xavier Panseri      | 10         |
| 2017 | MINI ALL4 Racing                  | Stephan Schott          | Paulo Fiúza         | 15         |
| 2017 | MINI ALL4 Racing                  | Sylvio de Barros        | Rafael Capoani      | 18         |
| 2018 | MINI John Cooper Works Rally      | Jakub Przygoński        | Tom Colsoul         | 5          |
| 2018 | MINI John Cooper Works Rally      | Boris Garufulic         | Filipe Palmeiro     | 13         |
| 2018 | MINI John Cooper Works Rally      | Orlando Terranova       | Bernardo Graue      | 20         |
| 2018 | MINI John Cooper Works Buggy      | Mikko Hirvonen          | Andreas Schulz      | 19         |
| 2019 | MINI John Cooper Works Rally      | Nani Roma               | Álex Haro           | 2          |
| 2019 | MINI John Cooper Works Rally      | Jakub Przygoński        | Tom Colsoul         | 4          |
| 2019 | MINI John Cooper Works Rally      | Yazeed Al-Rajhi         | Timo Gottschalk     | 7          |
| 2019 | MINI John Cooper Works Rally      | Boris Garufulic         | Filipe Palmeiro     | 8          |
| 2019 | MINI John Cooper Works Buggy      | Cyril Despres           | Jean-Paul Cottret   | 5          |
| 2019 | MINI John Cooper Works Buggy      | Carlos Sainz            | Lucas Cruz          | 13         |
| 2020 | MINI John Cooper Works Buggy      | Carlos Sainz            | Lucas Cruz          | 1          |
| 2020 | MINI John Cooper Works Buggy      | Stéphane Peterhansel    | Paulo Fiúza         | 3          |
| 2020 | MINI John Cooper Works Rally      | Orlando Terranova       | Bernardo Graue      | 6          |
| 2020 | MINI John Cooper Works Rally      | Yasir bin Seaidan       | Alexey Kuzmich      | 9          |
| 2020 | MINI John Cooper Works Rally      | Denis Krotov            | Dmitry Tsyro        | 17         |
| 2020 | MINI John Cooper Works Rally      | Jakub Przygoński        | Timo Gottschalk     | 19         |
| 2020 | MINI John Cooper Works Rally      | Vaidotas Zala           | Saulius Jurgelenas  | 26         |
| 2020 | MINI ALL4 Racing                  | Alexander Dorosinskiy   | Oleg Uperenko       | 14         |
| 2021 | MINI John Cooper Works Buggy      | Stéphane Peterhansel    | Édouard Boulanger   | 1          |
| 2021 | MINI John Cooper Works Buggy      | Carlos Sainz            | Lucas Cruz          | 3          |
| 2021 | MINI John Cooper Works Rally      | Vladimir Vasilyev       | Dmitry Tsyro        | 6          |
| 2021 | MINI John Cooper Works Rally      | Victor Khoroshavtsev    | Anton Nikolaev      | 24         |
| 2021 | MINI John Cooper Works Rally      | Denis Krotov            | Oleg Uperenko       | 30         |
| 2021 | MINI ALL4 Racing                  | Guiga Spinelli          | Youssef Haddad      | 17         |
| 2022 | MINI John Cooper Works Buggy      | Jakub Przygoński        | Timo Gottschalk     | 6          |
| 2022 | MINI John Cooper Works Buggy      | Sebastián Halpern       | Ronnie Graue        | 8          |
| 2022 | MINI John Cooper Works Buggy      | Denis Krotov            | Konstantin Zhiltsov | 28         |
| 2022 | MINI John Cooper Works Rally      | Vaidotas Zala           | Paulo Fiuza         | 11         |
| 2022 | MINI ALL4 Racing                  | Laia Sanz               | Maurizio Gerini     | 23         |
| 2023 | MINI John Cooper Works Rally Plus | Sebastián Halpern       | Ronnie Graue        | 9          |
| 2023 | MINI John Cooper Works Rally Plus | Jakub Przygoński        | Armand Monleón      | 17         |
| 2023 | MINI John Cooper Works Buggy      | Khalid Al Qassimi       | Ola Fløene          | 16         |
| 2023 | MINI John Cooper Works Buggy      | Denis Krotov            | Konstantin Zhiltsov | 21         |

### Copa Mundial de Rally Cross-Country de la FIA
| Año  | Coche | Pilotos              | Copilotos             | 1     | 2      | 3      | 4       | 5      | 6       | 7     | 8      | 9     | 10     | 11    | Posición | Puntos |
| ---- | ----- | -------------------- | --------------------- | ----- | ------ | ------ | ------- | ------ | ------- | ----- | ------ | ----- | ------ | ----- | -------- | ------ |
| 2013 | MINI  | Krzysztof Hołowczyc  | Andreas Schulz        | ITA 3 | ABU 5  | QAT 2  | ESP 4   | HUN 3  | POL 9   | POR 1 |        |       |        |       | 1º       | 148    |
| 2013 | MINI  | Nani Roma            | Michel Périn          | ITA   | ABU 1  | QAT    | ESP 1   | HUN 1  | POL     | POR   |        |       |        |       | 3º       | 120    |
| 2013 | MINI  | Martin Kaczmarski    | Bartolomiej Boba      | ITA   | ABU 9  | QAT    | ESP     | HUN    | POL     |       |        |       |        |       | 11º      | 25     |
| 2013 | MINI  | Martin Kaczmarski    | Filipe Palmeiro       |       |        |        |         |        |         | POR 2 |        |       |        |       | 11º      | 25     |
| 2013 | MINI  | Erik van Loon        | Wouter Rosegaar       | ITA   | ABU 4  | QAT    | ESP     | HUN    | POL     | POR   |        |       |        |       | 12º      | 24     |
| 2013 | MINI  | Orlando Terranova    | Paulo Fiúza           | ITA   | ABU    | QAT    | ESP 2   | HUN    | POL     | POR   |        |       |        |       | 16º      | 21     |
| 2013 | MINI  | Stéphane Peterhansel | Jean-Paul Cottret     | ITA   | ABU    | QAT    | ESP 3   | HUN    | POL     | POR   |        |       |        |       | 19º      | 16     |
| 2013 | MINI  | Stephan Schott       | Filipe Palmero        | ITA   | ABU 8  | QAT    | ESP     | HUN    | POL     | POR   |        |       |        |       | 29º      | 8      |
| 2014 | MINI  | Vladimir Vasilyev    | Konstantin Zhiltsov   | RUS 2 | ITA 4  | ABU 1  | QAT 2   | EGP 4  | ESP 4   | HUN 2 | POL 22 | MAR 4 | POR 6  |       | 1º       | 224    |
| 2014 | MINI  | Nasser Al-Attiyah    | Mathieu Baumel        | RUS   | ITA    | ABU    | QAT 1   | EGP 2  | ESP 8   | HUN 1 | POL    | MAR 1 | POR 2  |       | 2º       | 217    |
| 2014 | MINI  | Orlando Terranova    | Moisés Torrallardona  | RUS   | ITA    | ABU    | QAT     | EGP    | ESP 2   | HUN 3 | POL    |       |        |       | 8º       | 79     |
| 2014 | MINI  | Orlando Terranova    | Bernardo Graue        |       |        |        |         |        |         |       |        | MAR 2 | POR    |       | 8º       | 79     |
| 2014 | MINI  | Erik van Loon        | Wouter Rosegaar       | RUS   | ITA    | ABU 6  | QAT     | EGP 3  | ESP Ret | HUN   | POL    | MAR 3 | POR    |       | 7º       | 80     |
| 2014 | MINI  | Martin Kaczmarski    | Filipe Palmeiro       | RUS 4 | ITA 5  | ABU    | QAT Ret | EGP    | ESP 3   | HUN   | POL 3  | MAR   | POR    |       | 10º      | 54     |
| 2014 | MINI  | Nani Roma            | Michel Périn          | RUS   | ITA    | ABU    | QAT     | EGP    | ESP 1   | HUN   | POL    | MAR   | POR    |       | 12º      | 30     |
| 2014 | MINI  | Krzysztof Hołowczyc  | Xavier Panseri        | RUS   | ITA    | ABU    | QAT     | EGP    | ESP     | HUN   | POL 1  | MAR   | POR    |       | 12º      | 30     |
| 2014 | MINI  | Ricardo Porém        | Manuel Porém          | RUS   | ITA    | ABU    | QAT     | EGP    | ESP     | HUN   | POL    | MAR   | POR 1  |       | 12º      | 30     |
| 2015 | MINI  | Nasser Al-Attiyah    | Mathieu Baumel        | RUS   | ABU    | QAT 1  | EGP 1   | ITA 1  | ESP     | HUN 1 | POL 2  | MAR 1 | POR    |       | 1º       | 261    |
| 2015 | MINI  | Vladimir Vasilyev    | Konstantin Zhiltsov   | RUS 2 | ABU 1  | QAT 2  | EGP 3   | ITA    | ESP     | HUN   | POL 1  | MAR   | POR    |       | 2º       | 221    |
| 2015 | MINI  | Erik van Loon        | Wouter Rosegaar       | RUS 5 | ABU 2  | QAT    | EGP 7   | ITA    | ESP 6   | HUN   | POL 11 | MAR   | POR    |       | 6º       | 72     |
| 2015 | MINI  | Harry Hunt           | Andreas Schulz        | RUS   | ABU 3  | QAT    | EGP     | ITA    | ESP     | HUN   | POL    | MAR 7 | POR    |       | 7º       | 44     |
| 2015 | MINI  | Orlando Terranova    | Bernardo Graue        | RUS   | ABU 6  | QAT    | EGP     | ITA    | ESP 2   | HUN   | POL    | MAR   | POR    |       | 11º      | 37     |
| 2015 | MINI  | Mikko Hirvonen       | Michel Périn          | RUS   | ABU    | QAT    | EGP     | ITA    | ESP 3   | HUN   | POL    | MAR 5 | POR    |       | 12º      | 36     |
| 2015 | MINI  | Nani Roma            | Álex Haro             | RUS   | ABU    | QAT    | EGP     | ITA    | ESP 1   | HUN   | POL    | MAR   | POR    |       | 15º      | 30     |
| 2015 | MINI  | Jakub Przygoński     | Tom Colsoul           | RUS   | ABU    | QAT    | EGP     | ITA    | ESP     | HUN   | POL 7  | MAR   | POR    |       | 26º      | 6      |
| 2015 | MINI  | Krzysztof Hołowczyc  | Łukasz Kurzeja        | RUS   | ABU    | QAT    | EGP     | ITA    | ESP     | HUN   | POL 1  | MAR   | POR    |       | -        | -      |
| 2016 | MINI  | Vladimir Vasilyev    | Konstantin Zhiltsov   | RUS 2 | ABU 42 | QAT 3  | ITA 2   | ESP    | HUN     | POL   | MAR 3  | POR   |        |       | 2º       | 106    |
| 2016 | MINI  | Yazeed Al-Rajhi      | Timo Gottschalk       | RUS   | ABU 2  | QAT 2  | ITA 6   | ESP    | HUN     | POL   | MAR    | POR   |        |       | 3º       | 92     |
| 2016 | MINI  | Mikko Hirvonen       | Michel Périn          | RUS   | ABU 3  | QAT    | ITA     | ESP 3  | HUN 1   | POL   | MAR    | POR   |        |       | 4º       | 78     |
| 2016 | MINI  | Bryce Menzies        | Andreas Schulz        | RUS   | ABU 4  | QAT    | ITA 5   | ESP 2  | HUN     | POL   | MAR    | POR   |        |       | 7º       | 55     |
| 2016 | MINI  | Jakub Przygoński     | Tom Colsoul           | RUS   | ABU 5  | QAT    | ITA     | ESP    | HUN     | POL 4 | MAR 5  | POR   |        |       | 8º       | 52     |
| 2016 | MINI  | Ricardo Porém        | Tom Colsoul           | RUS   | ABU    | QAT 7  | ITA     | ESP    | HUN     | POL   | MAR    | POR 1 |        |       | 9º       | 42     |
| 2016 | MINI  | Orlando Terranova    | Tom Colsoul           | RUS   | ABU    | QAT    | ITA     | ESP 5  | HUN     | POL   | MAR 4  | POR   |        |       | 11º      | 34     |
| 2016 | MINI  | Jutta Kleinschmidt   | Tina Thörner          | RUS   | ABU 25 |        |         |        |         |       |        |       |        |       | 16º      | 20     |
| 2016 | MINI  | Jutta Kleinschmidt   | Philipp Beier         |       |        | QAT 5  | ITA     | ESP 12 | HUN     | POL   | MAR    | POR   |        |       | 16º      | 20     |
| 2016 | MINI  | Boris Garafulic      | Filipe Palmeiro       | RUS   | ABU    | QAT    | ITA     | ESP    | HUN     | POL   | MAR 9  | POR   |        |       | 25º      | 6      |
| 2016 | MINI  | Stephan Schott       | Holm Schmidt          | RUS   | ABU 19 | QAT    | ITA     | ESP    | HUN     | POL   | MAR    | POR   |        |       | NC       | 0      |
| 2016 | MINI  | Krzysztof Hołowczcyc | Łukasz Kurzeja        | RUS   | ABU    | QAT    | ITA     | ESP    | HUN     | POL 2 | MAR    | POR   |        |       | -        | -      |
| 2016 | MINI  | Erik van Loon        | Wouter Rosegaar       | RUS   | ABU    | QAT    | ITA     | ESP    | HUN     | POL 5 | MAR    | POR   |        |       | -        | -      |
| 2016 | MINI  | Khalid Al Qassimi    | Khalid Al Kendi       | RUS   | ABU 7  | QAT    | ITA     | ESP    | HUN     | POL   | MAR    | POR   |        |       | -        | -      |
| 2017 | MINI  | Jakub Przygoński     | Tom Colsoul           | RUS   | DUB    | ABU    | QAT 2   | KAZ 2  | ITA 1   | ESP 6 | HUN 3  | POL 2 | MAR 3  | POR   | 2º       | 193    |
| 2017 | MINI  | Mohammed Abu Issa    | Xavier Panseri        | RUS   | DUB 3  | ABU 3  | QAT 5   | KAZ 14 | ITA 3   | ESP   | HUN    | POL   | MAR    | POR   | 6º       | 86     |
| 2017 | MINI  | Mikko Hirvonen       | Andreas Schulz        | RUS   | DUB    | ABU    | QAT     | KAZ    | ITA     | ESP 3 | HUN 2  | POL   | MAR 7  | POR   | 9º       | 49     |
| 2017 | MINI  | Orlando Terranova    | Paulo Fiúza           | RUS   | DUB    | ABU    | QAT     | KAZ    | ITA     | ESP 2 | HUN    | POL   | MAR 9  | POR   | 15º      | 25     |
| 2017 | MINI  | Boris Garafulic      | Filipe Palmeiro       | RUS   | DUB    | ABU    | QAT     | KAZ    | ITA     | ESP   | HUN    | POL   | MAR 11 | POR 3 | 18º      | 16     |
| 2017 | MINI  | Yazeed Al-Rajhi      | Timo Gottschalk       | RUS   | DUB    | ABU    | QAT     | KAZ 11 | ITA     | ESP   | HUN    | POL   | MAR    | POR   | NC       | 0      |
| 2017 | MINI  | Stephan Schott       | Andreas Schulz        | RUS   | DUB    | ABU 17 | QAT     | KAZ    | ITA     | ESP   | HUN    | POL   | MAR    | POR   | NC       | 0      |
| 2017 | MINI  | Nani Roma            | Álex Haro             | RUS   | DUB    | ABU    | QAT     | KAZ    | ITA     | ESP   | HUN    | POL   | MAR 2  | POR   | -        | -      |
| 2017 | MINI  | Guilherme Spinelli   | Youssef Haddad        | RUS   | DUB    | ABU    | QAT     | KAZ    | ITA     | ESP   | HUN    | POL   | MAR    | POR 2 | -        | -      |
| 2017 | MINI  | Krzysztof Hołowczcyc | Łukasz Kurzeja        | RUS   | DUB    | ABU    | QAT     | KAZ    | ITA     | ESP   | HUN    | POL 3 | MAR    | POR   | -        | -      |
| 2017 | MINI  | Conrad Rautenbach    | Filipe Palmeiro       | RUS   | DUB    | ABU    | QAT     | KAZ    | ITA     | ESP   | HUN 6  | POL   | MAR    | POR   | -        | -      |
| 2017 | MINI  | Bryce Menzies        | Pete Mortesen         | RUS   | DUB    | ABU    | QAT     | KAZ    | ITA     | ESP   | HUN    | POL   | MAR 8  | POR   | -        | -      |
| 2018 | MINI  | Jakub Przygoński     | Tom Colsoul           | RUS 4 | DUB 1  | ABU 2  | QAT 1   | KAZ 2  | ITA 1   | ESP 2 | HUN 2  | POL 1 | MAR 2  | POR   | 1º       | 318    |
| 2018 | MINI  | Nani Roma            | Álex Haro             | RUS   | DUB    | ABU    | QAT     | KAZ    | ITA     | ESP   | HUN 1  | POL   | MAR    | POR 1 | -º       | -      |
| 2018 | MINI  | Yazeed Al-Rajhi      | Timo Gottschalk       | RUS   | DUB    | ABU    | QAT     | KAZ 1  | ITA     | ESP   | HUN    | POL   | MAR    | POR   | -º       | -      |
| 2018 | MINI  | Krzysztof Hołowczyc  | Łukasz Kurzeja        | RUS   | DUB    | ABU    | QAT     | KAZ    | ITA     | ESP   | HUN    | POL 2 | MAR    | POR   | -º       | -      |
| 2018 | MINI  | Stéphane Peterhansel | David Castera         | RUS   | DUB    | ABU    | QAT     | KAZ    | ITA     | ESP   | HUN    | POL   | MAR    | POR 2 | -º       | -      |
| 2018 | MINI  | Cyril Despres        | Jean-Paul Cottret     | RUS   | DUB    | ABU    | QAT     | KAZ    | ITA     | ESP   | HUN    | POL   | MAR 3  | POR   | -º       | -      |
| 2018 | MINI  | Luc Alphand          | Andreas Schulz        | RUS   | DUB    | ABU 15 | QAT     | KAZ 5  | ITA     | ESP   | HUN    | POL   | MAR    | POR   | -º       | -      |
| 2018 | MINI  | Stephan Schott       | Paulo Fiúza           | RUS   | DUB    | ABU 5  | QAT     | KAZ    | ITA     | ESP   | HUN    | POL   | MAR    | POR   | -º       | -      |
| 2018 | MINI  | Victor Khoroshavtsev | Dmitry Pavlov         | RUS   | DUB    | ABU    | QAT     | KAZ 6  | ITA     | ESP   | HUN    | POL   | MAR    | POR   | -º       | -      |
| 2018 | MINI  | Kris Rosenberger     | Nicola Bleicher       | RUS   | DUB    | ABU 8  | QAT     | KAZ    | ITA     | ESP   | HUN    | POL   | MAR    | POR   | -º       | -      |
| 2018 | MINI  | Eugenio Amos         | Filipe Palmeiro       | RUS   | DUB    | ABU 18 | QAT     | KAZ    | ITA 21  | ESP   | HUN    | POL   | MAR    | POR   | -º       | -      |
| 2018 | MINI  | Carlos Sainz         | Lucas Cruz            | RUS   | DUB    | ABU    | QAT     | KAZ    | ITA     | ESP   | HUN    | POL   | MAR 26 | POR   | -º       | -      |
| 2019 | MINI  | Stéphane Peterhansel | Andrea Peterhansel    | QAT   | ABU 1  | TKM C  | KAZ 2   | MAR 4  |         |       |        |       |        |       | 1º       | 63     |
| 2019 | MINI  | Jakub Przygoński     | Timo Gottschalk       | QAT   | ABU 18 | TKM C  | KAZ 3   | MAR 3  |         |       |        |       |        |       | 5º       | 32     |
| 2019 | MINI  | Carlos Sainz         | Lucas Cruz            | QAT   | ABU    | TKM C  | KAZ     | MAR 2  |         |       |        |       |        |       | 9º       | 21     |
| 2019 | MINI  | Yasir bin Seaidan    | Laurent Lichtleuchter | QAT 4 | ABU    | TKM C  | KAZ     | MAR    |         |       |        |       |        |       | 13º      | 2      |
| 2019 | MINI  | Cyril Despres        | Dani Oliveras         | QAT   | ABU 8  | TKM C  | KAZ     | MAR    |         |       |        |       |        |       | 24º      | 4      |
| 2019 | MINI  | Stephan Schott       | Filipe Palmeiro       | QAT   | ABU 11 | TKM C  | KAZ     | MAR    |         |       |        |       |        |       | NC       | 0      |

### Copa Mundial de Bajas Cross-Country de la FIA
| Año  | Coche | Pilotos             | Copilotos       | 1   | 2     | 3     | 4     | 5     | 6     | 7     | 8     | Posición | Puntos |
| ---- | ----- | ------------------- | --------------- | --- | ----- | ----- | ----- | ----- | ----- | ----- | ----- | -------- | ------ |
| 2019 | MINI  | Orlando Terranova   | Ronnie Graue    | RUS | DUB   | ITA 1 | ESP 1 | HUN 1 | POL   | JOR 2 | POR 1 | 1º       | 141    |
| 2019 | MINI  | Jakub Przygoński    | Timo Gottschalk | RUS | DUB 1 | ITA   | ESP 3 | HUN 4 | POL 2 | JOR 1 | POR 3 | 2º       | 125    |
| 2019 | MINI  | Nani Roma           | Álex Haro       | RUS | DUB   | ITA   | ESP 2 | HUN   | POL   | JOR   | POR   | 6º       | 42     |
| 2019 | MINI  | Krzysztof Hołowczyc | Łukasz Kurzeja  | RUS | DUB   | ITA   | ESP   | HUN   | POL 1 | JOR   | POR   | 8º       | 30     |